# Llista de topònims de Boadella i les Escaules
Llista de topònims (noms propis de lloc) del municipi de Boadella i les Escaules, a l'Alt Empordà
Informació actualitzada per un bot. Els canvis manuals es perdran quan s'actualitzi!

## carrer
| imatge | Nom                   | Ubicat a                | instància de | Detalls                     | coordenades                                         | Protecció                                  | Commons (més fotos)                | Dades a WD                    |
| ------ | --------------------- | ----------------------- | ------------ | --------------------------- | --------------------------------------------------- | ------------------------------------------ | ---------------------------------- | ----------------------------- |
|        | Carrer empedrat       | Boadella i les Escaules | carrer       | Estil: arquitectura popular | 42° 19′ 49″ N, 2° 51′ 23″ E / 42.330145°N,2.85636°E | bé integrant del patrimoni cultural català |                                    | Modifica les dades a Wikidata |
|        | carrer de l'Oli       | Boadella i les Escaules | carrer       | Estil: arquitectura popular | 42° 19′ 15″ N, 2° 52′ 52″ E / 42.3207°N,2.88113°E   | bé integrant del patrimoni cultural català | Carrer de l'Oli (les Escaules)     | Modifica les dades a Wikidata |
|        | carrer de la Processó | Boadella d'Empordà      | carrer       |                             | 42° 19′ 49″ N, 2° 51′ 23″ E / 42.3303°N,2.8564°E    |                                            | Buildings in carrer de la Processó | Modifica les dades a Wikidata |

## casa
| imatge | Nom                               | Ubicat a                | instància de | Detalls                     | coordenades                                                                       | Protecció                                  | Commons (més fotos)                 | Dades a WD                    |
| ------ | --------------------------------- | ----------------------- | ------------ | --------------------------- | --------------------------------------------------------------------------------- | ------------------------------------------ | ----------------------------------- | ----------------------------- |
|        | Cal Gavatx                        | Boadella i les Escaules | casa         | Estil: arquitectura popular | 42° 19′ 49″ N, 2° 51′ 24″ E / 42.330249°N,2.856584°E                              | bé integrant del patrimoni cultural català |                                     | Modifica les dades a Wikidata |
|        | Can Serra                         | Boadella i les Escaules | casa         | Estil: arquitectura popular | 42° 19′ 48″ N, 2° 51′ 23″ E / 42.3299°N,2.85645°E ca:Carrer del Portal, 5 85 msnm | bé integrant del patrimoni cultural català | Can Serra (Boadella i les Escaules) | Modifica les dades a Wikidata |
|        | casa al carrer de la Processó, 14 | Boadella i les Escaules | casa         | Estil: arquitectura popular | 42° 19′ 49″ N, 2° 51′ 21″ E / 42.330194°N,2.855838°E                              | bé integrant del patrimoni cultural català | Casa al carrer de la Processó, 14   | Modifica les dades a Wikidata |
|        | casa al carrer de la Processó, 4  | Boadella i les Escaules | casa         | Estil: arquitectura popular | 42° 19′ 49″ N, 2° 51′ 23″ E / 42.330266°N,2.856402°E                              | bé integrant del patrimoni cultural català | Casa al carrer de la Processó, 4    | Modifica les dades a Wikidata |

## castell
| imatge | Nom                       | Ubicat a                | instància de | Detalls                     | coordenades                                                                                     | Protecció                                            | Commons (més fotos)       | Dades a WD                    |
| ------ | ------------------------- | ----------------------- | ------------ | --------------------------- | ----------------------------------------------------------------------------------------------- | ---------------------------------------------------- | ------------------------- | ----------------------------- |
|        | Castell palau de Boadella | Boadella i les Escaules | castell      | Estil: arquitectura gòtica  | 42° 19′ 48″ N, 2° 51′ 22″ E / 42.3299°N,2.85602°E 93 msnm                                       | bé d'interès cultural bé cultural d'interès nacional | Castell palau de Boadella | Modifica les dades a Wikidata |
|        | castell de les Escaules   | Boadella i les Escaules | castell      | Estil: arquitectura popular | 42° 19′ 08″ N, 2° 52′ 50″ E / 42.3189°N,2.88069°E ca:Turó al sud del nucli urbà de Les Escaules | bé d'interès cultural bé cultural d'interès nacional | Castell de les Escaules   | Modifica les dades a Wikidata |

## central hidroelèctrica
| imatge | Nom                 | Ubicat a                | instància de           | Detalls                     | coordenades                                       | Protecció                                  | Commons (més fotos) | Dades a WD                    |
| ------ | ------------------- | ----------------------- | ---------------------- | --------------------------- | ------------------------------------------------- | ------------------------------------------ | ------------------- | ----------------------------- |
|        | Central dels Pilans | Boadella i les Escaules | central hidroelèctrica | Estil: arquitectura popular | 42° 20′ 38″ N, 2° 50′ 31″ E / 42.3439°N,2.84194°E | bé integrant del patrimoni cultural català |                     | Modifica les dades a Wikidata |
|        | la Central Vella    | Boadella i les Escaules | central hidroelèctrica | Estil: arquitectura popular | 42° 20′ 14″ N, 2° 51′ 18″ E / 42.3372°N,2.85495°E | bé integrant del patrimoni cultural català |                     | Modifica les dades a Wikidata |

## edifici
| imatge | Nom                                   | Ubicat a                | instància de | Detalls                     | coordenades                                                               | Protecció                                  | Commons (més fotos)                           | Dades a WD                    |
| ------ | ------------------------------------- | ----------------------- | ------------ | --------------------------- | ------------------------------------------------------------------------- | ------------------------------------------ | --------------------------------------------- | ----------------------------- |
|        | Antigues escoles                      | Boadella i les Escaules | edifici      | Estil: arquitectura popular | 42° 19′ 11″ N, 2° 52′ 58″ E / 42.319722222222°N,2.8827777777778°E         | bé integrant del patrimoni cultural català |                                               | Modifica les dades a Wikidata |
|        | Comporta i canal del Colze de la Muga | Boadella i les Escaules | edifici      | Estil: arquitectura popular | 42° 19′ 27″ N, 2° 52′ 14″ E / 42.324096°N,2.870458°E                      | bé integrant del patrimoni cultural català |                                               | Modifica les dades a Wikidata |
|        | Escoles de Boadella                   | Boadella i les Escaules | edifici      | Estil: arquitectura popular | 42° 19′ 52″ N, 2° 51′ 26″ E / 42.3311°N,2.85711°E 96 msnm                 | bé integrant del patrimoni cultural català | Escoles de Boadella                           | Modifica les dades a Wikidata |
|        | Fàbrica de ciment de Can Pagès        | Boadella i les Escaules | edifici      | Estil: arquitectura popular | 42° 18′ 47″ N, 2° 53′ 38″ E / 42.312999°N,2.893856°E 92 msnm              | bé integrant del patrimoni cultural català |                                               | Modifica les dades a Wikidata |
|        | Societat Unió Escaulenca              | Boadella i les Escaules | edifici      | Estil: arquitectura popular | 42° 19′ 13″ N, 2° 52′ 54″ E / 42.3204°N,2.88167°E                         | bé integrant del patrimoni cultural català |                                               | Modifica les dades a Wikidata |
|        | Societat la Caritat                   | Boadella i les Escaules | edifici      | Estil: arquitectura popular | 42° 19′ 45″ N, 2° 51′ 24″ E / 42.3292°N,2.8567°E ca:Carrer del Ginebre, 1 | bé integrant del patrimoni cultural català | Societat la Caritat (Boadella i les Escaules) | Modifica les dades a Wikidata |

## entitat singular de població
| imatge | Nom                | Ubicat a                | instància de                                                                   | Detalls                             | coordenades                                                      | Protecció                                  | Commons (més fotos) | Dades a WD                    |
| ------ | ------------------ | ----------------------- | ------------------------------------------------------------------------------ | ----------------------------------- | ---------------------------------------------------------------- | ------------------------------------------ | ------------------- | ----------------------------- |
|        | Boadella d'Empordà | Boadella i les Escaules | entitat singular de població ens local històric de Catalunya capital municipal | Estil: arquitectura popular 172 hab | 42° 19′ 48″ N, 2° 51′ 22″ E / 42.329965°N,2.856215°E 86 msnm     | bé integrant del patrimoni cultural català | Boadella            | Modifica les dades a Wikidata |
|        | les Escaules       | Boadella i les Escaules | entitat singular de població ens local històric de Catalunya                   | 88 hab                              | 42° 19′ 11″ N, 2° 52′ 55″ E / 42.31981111°N,2.88202222°E 79 msnm |                                            | Les Escaules        | Modifica les dades a Wikidata |

## església
| imatge | Nom                                    | Ubicat a                | instància de      | Detalls                                          | coordenades                                               | Protecció                                  | Commons (més fotos)        | Dades a WD                    |
| ------ | -------------------------------------- | ----------------------- | ----------------- | ------------------------------------------------ | --------------------------------------------------------- | ------------------------------------------ | -------------------------- | ----------------------------- |
|        | Sant Martí de les Escaules             | les Escaules            | església          | Estil: arquitectura barroca arquitectura popular | 42° 19′ 14″ N, 2° 52′ 57″ E / 42.3206°N,2.88254°E 80 msnm | bé integrant del patrimoni cultural català | Sant Martí de les Escaules | Modifica les dades a Wikidata |
|        | Santa Cecília de Boadella              | Boadella i les Escaules | església          | Estil: arquitectura popular                      | 42° 19′ 47″ N, 2° 51′ 23″ E / 42.3298°N,2.85632°E 89 msnm | bé integrant del patrimoni cultural català | Santa Cecília de Boadella  | Modifica les dades a Wikidata |
|        | monestir de Sant Martí de les Escaules | Boadella i les Escaules | església monestir | Estil: arquitectura romànica                     | 42° 19′ 14″ N, 2° 52′ 52″ E / 42.3206°N,2.88122°E         | bé integrant del patrimoni cultural català |                            | Modifica les dades a Wikidata |

## granja
| imatge | Nom               | Ubicat a                | instància de | Detalls | coordenades                                                         | Protecció | Commons (més fotos) | Dades a WD                    |
| ------ | ----------------- | ----------------------- | ------------ | ------- | ------------------------------------------------------------------- | --------- | ------------------- | ----------------------------- |
|        | Granges de l'Aimà | Boadella i les Escaules | granja       |         | 42° 19′ 00″ N, 2° 53′ 30″ E / 42.3165314316738°N,2.89168254689699°E |           |                     | Modifica les dades a Wikidata |
|        | Granja del Baró   | Boadella i les Escaules | granja       |         | 42° 19′ 49″ N, 2° 51′ 12″ E / 42.3301602420919°N,2.85341337869292°E |           |                     | Modifica les dades a Wikidata |

## masia
| imatge | Nom          | Ubicat a                | instància de | Detalls                     | coordenades                                                         | Protecció                                  | Commons (més fotos) | Dades a WD                    |
| ------ | ------------ | ----------------------- | ------------ | --------------------------- | ------------------------------------------------------------------- | ------------------------------------------ | ------------------- | ----------------------------- |
|        | Can Bartolí  | Boadella i les Escaules | masia        | Estil: arquitectura popular | 42° 20′ 11″ N, 2° 50′ 56″ E / 42.336449°N,2.848941°E                | bé integrant del patrimoni cultural català |                     | Modifica les dades a Wikidata |
|        | Can Cabreta  | Boadella i les Escaules | masia        |                             | 42° 20′ 31″ N, 2° 51′ 13″ E / 42.3419405580367°N,2.85364095633888°E |                                            |                     | Modifica les dades a Wikidata |
|        | Can Calixto  | Boadella i les Escaules | masia        |                             | 42° 19′ 44″ N, 2° 51′ 32″ E / 42.3287530435937°N,2.85880564954314°E |                                            |                     | Modifica les dades a Wikidata |
|        | Can Cofí     | Boadella i les Escaules | masia        |                             | 42° 19′ 50″ N, 2° 51′ 32″ E / 42.3304553946614°N,2.85895963268072°E |                                            |                     | Modifica les dades a Wikidata |
|        | Can Fermí    | Boadella i les Escaules | masia        |                             | 42° 19′ 41″ N, 2° 51′ 27″ E / 42.3280488690577°N,2.85743571390854°E |                                            |                     | Modifica les dades a Wikidata |
|        | Can Llop     | Boadella i les Escaules | masia        |                             | 42° 19′ 06″ N, 2° 53′ 00″ E / 42.3183244219958°N,2.88328178028698°E |                                            |                     | Modifica les dades a Wikidata |
|        | Can Lluís    | Boadella i les Escaules | masia        |                             | 42° 20′ 04″ N, 2° 50′ 24″ E / 42.334447147771°N,2.83992970015355°E  |                                            |                     | Modifica les dades a Wikidata |
|        | Can Maiplou  | Boadella i les Escaules | masia        |                             | 42° 20′ 03″ N, 2° 51′ 18″ E / 42.3341248624082°N,2.85492147584681°E |                                            |                     | Modifica les dades a Wikidata |
|        | Can Martínez | Boadella i les Escaules | masia        |                             | 42° 19′ 03″ N, 2° 53′ 14″ E / 42.3174186399629°N,2.88711818318468°E |                                            |                     | Modifica les dades a Wikidata |
|        | Can Niceto   | Boadella i les Escaules | masia        |                             | 42° 19′ 54″ N, 2° 51′ 19″ E / 42.3316214694815°N,2.85516998804221°E |                                            |                     | Modifica les dades a Wikidata |
|        | Can Perxers  | Boadella i les Escaules | masia        |                             | 42° 20′ 15″ N, 2° 51′ 23″ E / 42.3374140935507°N,2.85650413244688°E |                                            |                     | Modifica les dades a Wikidata |
|        | Can Ribes    | Boadella i les Escaules | masia        |                             | 42° 19′ 47″ N, 2° 52′ 21″ E / 42.329761097706°N,2.8726381069642°E   |                                            |                     | Modifica les dades a Wikidata |
|        | Mas Joer     | Boadella i les Escaules | masia        |                             | 42° 20′ 27″ N, 2° 50′ 48″ E / 42.340742776788°N,2.84677266353026°E  |                                            |                     | Modifica les dades a Wikidata |
|        | Mas Julià    | Boadella i les Escaules | masia        |                             | 42° 20′ 13″ N, 2° 51′ 49″ E / 42.3368824948367°N,2.86369160467319°E |                                            |                     | Modifica les dades a Wikidata |
|        | Mas Mercè    | Boadella i les Escaules | masia        |                             | 42° 20′ 02″ N, 2° 50′ 54″ E / 42.333891197056°N,2.84834300920575°E  |                                            |                     | Modifica les dades a Wikidata |
|        | Mas Romaní   | Boadella i les Escaules | masia        |                             | 42° 20′ 23″ N, 2° 50′ 38″ E / 42.3398381704682°N,2.84381281536804°E |                                            |                     | Modifica les dades a Wikidata |
|        | l'Argila     | Boadella i les Escaules | masia        |                             | 42° 19′ 14″ N, 2° 53′ 08″ E / 42.3204432869374°N,2.88568075269743°E |                                            |                     | Modifica les dades a Wikidata |
|        | la Masia     | Boadella i les Escaules | masia        |                             | 42° 19′ 02″ N, 2° 53′ 03″ E / 42.31720845972°N,2.88407262911844°E   |                                            |                     | Modifica les dades a Wikidata |

## molí d'aigua
| imatge | Nom                | Ubicat a                | instància de | Detalls                     | coordenades                                                                                                   | Protecció                                  | Commons (més fotos)                       | Dades a WD                    |
| ------ | ------------------ | ----------------------- | ------------ | --------------------------- | --- | ------------------------------------------ | ----------------------------------------- | ----------------------------- |
|        | Molí d'en Grida    | Boadella i les Escaules | molí d'aigua | Estil: arquitectura popular | 42° 19′ 23″ N, 2° 52′ 29″ E / 42.323093°N,2.874585°E                                                          | bé integrant del patrimoni cultural català | Molí d'en Grida (Boadella i les Escaules) | Modifica les dades a Wikidata |
|        | Molí d'en Manel    | Boadella i les Escaules | molí d'aigua |                             | 42° 19′ 11″ N, 2° 52′ 56″ E / 42.3196113086445°N,2.88230855084472°E                                           |                                            |                                           | Modifica les dades a Wikidata |
|        | Molí d'en Miró     | Boadella i les Escaules | molí d'aigua | Estil: arquitectura popular | 42° 19′ 03″ N, 2° 53′ 49″ E / 42.317485°N,2.896872°E                                                          | bé integrant del patrimoni cultural català |                                           | Modifica les dades a Wikidata |
|        | Molí de Baix       | Boadella i les Escaules | molí d'aigua | Estil: arquitectura popular | 42° 19′ 15″ N, 2° 52′ 59″ E / 42.320912°N,2.883086°E                                                          | bé integrant del patrimoni cultural català |                                           | Modifica les dades a Wikidata |
|        | Molí de Can Borràs | Boadella i les Escaules | molí d'aigua | Estil: arquitectura popular | 42° 18′ 55″ N, 2° 53′ 02″ E / 42.3153°N,2.88375°E                                                             | bé integrant del patrimoni cultural català |                                           | Modifica les dades a Wikidata |
|        | Molí de les Puces  | Boadella i les Escaules | molí d'aigua | Estil: arquitectura popular | 42° 19′ 25″ N, 2° 52′ 26″ E / 42.3236°N,2.87386°E ca:Camí que surt de la carretera de les Escaules a Boadella | bé integrant del patrimoni cultural català |                                           | Modifica les dades a Wikidata |
|        | Molí del Castell   | Boadella i les Escaules | molí d'aigua | Estil: arquitectura popular | 42° 19′ 41″ N, 2° 51′ 45″ E / 42.328°N,2.86262°E                                                              | bé integrant del patrimoni cultural català |                                           | Modifica les dades a Wikidata |

## muntanya
| imatge | Nom         | Ubicat a                         | instància de | Detalls | coordenades                                                         | Protecció | Commons (més fotos) | Dades a WD                    |
| ------ | ----------- | -------------------------------- | ------------ | ------- | ------------------------------------------------------------------- | --------- | ------------------- | ----------------------------- |
|        | Puig Cargol | Darnius Boadella i les Escaules  | muntanya     |         | 42° 20′ 45″ N, 2° 51′ 30″ E / 42.3459°N,2.85824167°E 261.1 msnm     |           |                     | Modifica les dades a Wikidata |
|        | Puig Gros   | Boadella i les Escaules          | muntanya     |         | 42° 20′ 21″ N, 2° 51′ 53″ E / 42.33914444°N,2.86469167°E 191.7 msnm |           |                     | Modifica les dades a Wikidata |
|        | Puig Penjat | Terrades Boadella i les Escaules | muntanya     |         | 42° 19′ 22″ N, 2° 51′ 30″ E / 42.3228°N,2.85823°E 250.6 msnm        |           |                     | Modifica les dades a Wikidata |
|        | puig Molló  | Boadella i les Escaules          | muntanya     |         | 42° 19′ 49″ N, 2° 50′ 25″ E / 42.3304°N,2.84031°E 262 msnm          |           | Puig Molló          | Modifica les dades a Wikidata |

## pont
| imatge | Nom                     | Ubicat a                | instància de | Detalls                                                 | coordenades                                                                                            | Protecció                                  | Commons (més fotos)  | Dades a WD                    |
| ------ | ----------------------- | ----------------------- | ------------ | ------------------------------------------------------- | --- | ------------------------------------------ | -------------------- | ----------------------------- |
|        | Pont de les Escaules    | les Escaules            | pont         | Estil: arquitectura popular 20th century Travessa: Muga | 42° 19′ 17″ N, 2° 53′ 00″ E / 42.3215°N,2.88327°E ca:Ctra. GIV-5042 de Boadella a les Escaules 64 msnm | bé integrant del patrimoni cultural català | Pont de les Escaules | Modifica les dades a Wikidata |
|        | Pont del Mas del Carlos | Boadella i les Escaules | pont         | Travessa: Muga                                          | 42° 20′ 02″ N, 2° 51′ 40″ E / 42.3337814361959°N,2.86123421359067°E                                    |                                            |                      | Modifica les dades a Wikidata |
|        | Pont del carrer d'Amunt | Boadella i les Escaules | pont         | Estil: arquitectura popular                             | 42° 19′ 14″ N, 2° 52′ 47″ E / 42.320625°N,2.87981°E                                                    | bé integrant del patrimoni cultural català |                      | Modifica les dades a Wikidata |

## serra
| imatge | Nom                 | Ubicat a                         | instància de | Detalls | coordenades                                                         | Protecció | Commons (més fotos) | Dades a WD                    |
| ------ | ------------------- | -------------------------------- | ------------ | ------- | ------------------------------------------------------------------- | --------- | ------------------- | ----------------------------- |
|        | serra dels Eixarts  | Boadella i les Escaules Terrades | serra        |         | 42° 19′ 22″ N, 2° 51′ 29″ E / 42.3228°N,2.85819°E 250.6 msnm        |           |                     | Modifica les dades a Wikidata |
|        | serra dels Tramonts | Biure Boadella i les Escaules    | serra        |         | 42° 19′ 39″ N, 2° 53′ 31″ E / 42.32746667°N,2.89207778°E 202.6 msnm |           |                     | Modifica les dades a Wikidata |

## Misc
| imatge | Nom                                          | Ubicat a                | instància de      | Detalls                                               | coordenades | Protecció                                  | Commons (més fotos)                | Dades a WD                    |
| ------ | -------------------------------------------- | ----------------------- | ----------------- | ----------------------------------------------------- | --- | ------------------------------------------ | ---------------------------------- | ----------------------------- |
|        | Muga                                         | Comarques gironines     | curs d'aigua      | Desemboca: mar Mediterrània Llarg: 70km Conca: 961km² | 42° 21′ 23″ N, 2° 34′ 01″ E / 42.356279°N,2.567071°E 42° 14′ 07″ N, 3° 07′ 31″ E / 42.235380930036°N,3.1252241134644°E |                                            | Muga                               | Modifica les dades a Wikidata |
|        | Portal del carrer d'Amunt                    | Boadella i les Escaules | porta de ciutat   | Estil: arquitectura popular                           | 42° 19′ 12″ N, 2° 52′ 56″ E / 42.319997°N,2.882347°E ca:Carrer d'Amunt                                                 | bé integrant del patrimoni cultural català | Portal del carrer d'Amunt          | Modifica les dades a Wikidata |
|        | Pou de glaç de la Caula                      | Boadella i les Escaules | pou de neu        | Estil: arquitectura popular                           | 42° 19′ 05″ N, 2° 53′ 12″ E / 42.318055555556°N,2.8866666666667°E                                                      | bé integrant del patrimoni cultural català |                                    | Modifica les dades a Wikidata |
|        | Restes de les muralles de Boadella           | Boadella i les Escaules | muralla urbana    | Estil: arquitectura popular                           | 42° 19′ 47″ N, 2° 51′ 22″ E / 42.329739°N,2.856058°E                                                                   | bé integrant del patrimoni cultural català | Restes de les muralles de Boadella | Modifica les dades a Wikidata |
|        | casa consistorial de Boadella i les Escaules | Boadella i les Escaules | casa consistorial |                                                       | 42° 19′ 54″ N, 2° 51′ 23″ E / 42.3315857°N,2.8563859°E                                                                 |                                            |                                    | Modifica les dades a Wikidata |
|        | el Cementiri                                 | Boadella i les Escaules | cementiri         |                                                       | 42° 20′ 08″ N, 2° 50′ 42″ E / 42.3354537799065°N,2.84498897829072°E                                                    |                                            |                                    | Modifica les dades a Wikidata |
|        | els Barracons                                | Boadella i les Escaules | cabana            |                                                       | 42° 19′ 54″ N, 2° 52′ 11″ E / 42.3316029856384°N,2.86979625263683°E                                                    |                                            |                                    | Modifica les dades a Wikidata |
|        | salt de la Caula                             | Boadella i les Escaules | salt d'aigua      |                                                       | 42° 19′ 06″ N, 2° 53′ 10″ E / 42.3183902°N,2.8860145°E les Escaules                                                    |                                            |                                    | Modifica les dades a Wikidata |